# Papírová krajka

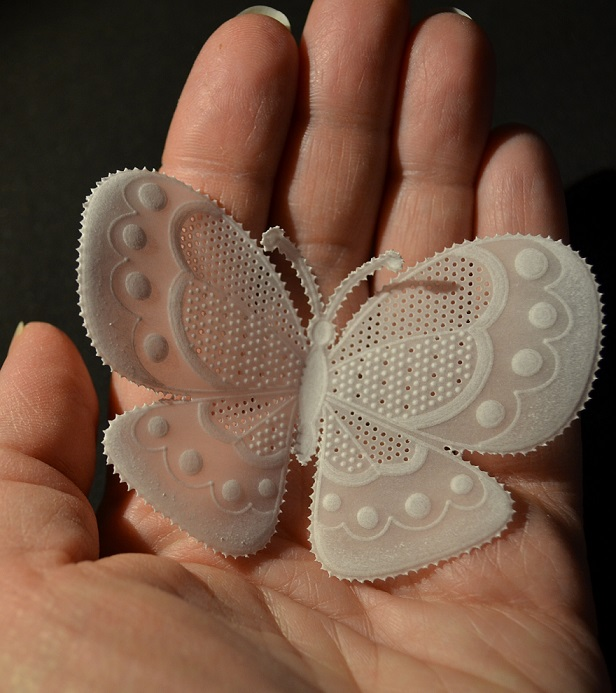
Motýl v dlani, vytvořeno technikou papírové krajky, aut. Ilona Kunstová

Papírová krajka (také nazývaná pergamano, pergamino, angl.: paper parchment, parchment craft) je výtvarná technika, která využívá speciálních vlastností pergamenového (pauzovacího) papíru. Tento papír totiž pod tlakem vytlačovacího nástroje na měkké podložce zbělá. Vzory se mohou nástrojem vytlačovat buď volně rukou nebo podle šablon. Papír se také dále děruje jehlami a prostříhá speciálními nůžkami. Díky všem těmto technikám se pak na něm dají vytvářet vzory ne nepodobné klasické látkové krajce.
Výraz „papírová krajka“ se v češtině používá také pro průmyslové papírové výrobky (zejména podložky pod dorty), tento článek se však věnuje výhradně ruční výtvarné technice.

## Historie
Dekorativní zpracování pergamenu bylo známo v dávné historii, ale tehdy se jednalo o pergamen z kůže. Ten byl nahrazen papírem až v 16. století. Umělecky se papír začal používat v 15. – 16. století. Vytvářely se z něj svaté obrázky, přání ke svatému přijímání apod. Toto umění se s rozšířením křesťanství dostalo i do jižní Ameriky.
S rozvojem knihtisku se ručně dělané obrázky dostávaly do pozadí, ale to se změnilo v době osvícenství. Přáníčka a obrázky se stávaly většími a rostla obliba květinových ornamentů, bordur, perforování a embossingu pod vlivem francouzského romantismu.
Papírová krajka, jak ji známe dnes, se do Evropy dostala v 80. letech 20. století z Kolumbie. Do Nizozemska ji dovezla Martha Ospina a po jejím představení v televizi se tato technika stala hitem. Z holandských rukou se pak dostala do Velké Británie. Ke značce Pergamano pak vznikl ještě systém šablon a dalších pomůcek Groovi, který řemeslo velmi usnadnil a přiblížil široké veřejnosti.

## Využití papírové krajky
Papírovou krajkou lze tvořit různé projekty, např. svatební oznámení, přání k narozeninám či svatbě, darovací obálky na peníze, rámečky pro fotografie, záložky do knih, ale i složitější umělecké předměty jako obrazy, dárkové krabičky, zdobná stínítka na lampy, vánoční ozdoby na stromeček aj.

## Nástroje na práci s papírovou krajkou
- Na obkreslování je vhodné použít bílou pastelku či gelový fix nebo bílý inkoust (nanáší se perem).
- Vytlačovací (embosovací) kuličky různých velikostí. Čím větší je průměr kuličky, tím menšího efektu se na papíře jedním tahem dosáhne (čára je šedá) a k zesvětlení papíru na daném místě je nutno tahy mnohokrát opakovat. Naopak při použití nejmenších kuliček se pak jedním tahem dosáhne tenké bílé čáry, to se dobře využije v detailech obrázku.
- Jehly na děrování (perforování) a dokreslování detailů na obrázku. Děrování je pak základem pro vystříhávání. Každý zoubek na papírové krajce je vytvořen tak, že se nejprve vytvoří v papíru jehlou dvě dírky a ty se pak speciální technikou prostřihnou nůžkami. Jehly mohou být jednoduché nebo dvojjehly, ale dokonce jsou i jehly různých tvarů, těmi se pak dá docílit různých efektů.
- Nůžky na papírovou krajku – jsou ostré s velmi tenkými hroty, které se vejdou do dírek po perforaci jehlami.
- Podložka na vytlačování – pro práci s embosovacími nástroji.
- Podložka na děrování – pěnová, na ni se položí papír a dírky se vypichují jehlou, která zajíždí bezpečně do děrovací podložky.
- Na barvení a kreslení se používají inkousty na papírovou krajku, olejové pastelky, fixy a barvy. Barvy na bázi vody nejsou vhodné, pauzovací papír je velmi náchylný na vlhkost.
- Šablony na papírovou krajku – kovové nebo akrylátové desky s laserem vypáleným vzorem.

Papír (pauzovací, pergamenový) by měl mít gramáž kolem 150 g/m2, na 3D projekty je pak vhodné použít papír silnější (typicky 200 g/m2). Vzor lze na papír přenést buď obkreslením (papír je průhledný) nebo volně podle vlastní fantazie, dále pak existují i šablony, díky nim se dosáhne preciznosti a přesnějšího zpracování vzoru. Šablony na papírovou krajku mohou jsou určeny k embossingu, některé z nich i k děrování jehlami.

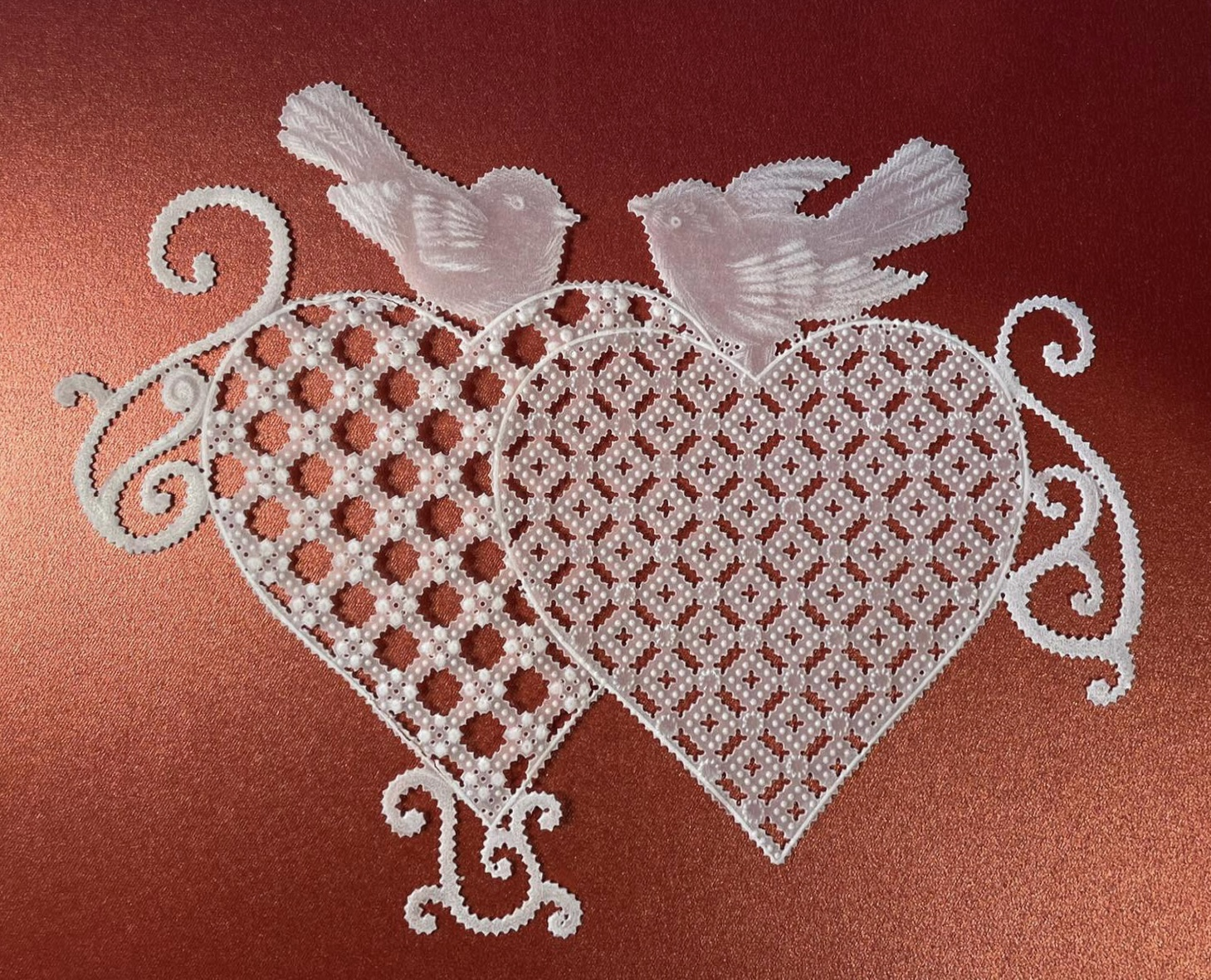
Obrázek z papírové krajky – Srdce a ptáčci, aut. Ilona Kunstová na motivy Franlau

## Školy papírové krajky
V novodobé historii vzniklo několik škol, akademií a spolků, které se papírovou krajkou zabývají. IPCA – International Parchment Craft Academy (již neexistuje), The Association of Parchment Crafters (APC), The Parchment Craft Guild, v čele s její ředitelkou Patricií Murphy, jejich patrony jsou Martha Ospina a Tiemen Venema. V ČR je oficiální lektorkou registrovanou u této akademie Miloslava Jašková.

## Galerie

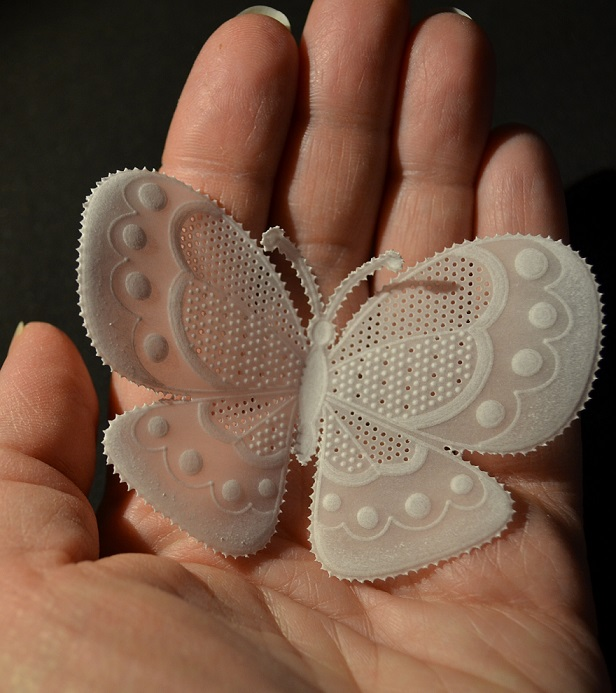
Motýl v dlani, vytvořeno technikou papírové krajky, aut. Ilona Kunstová
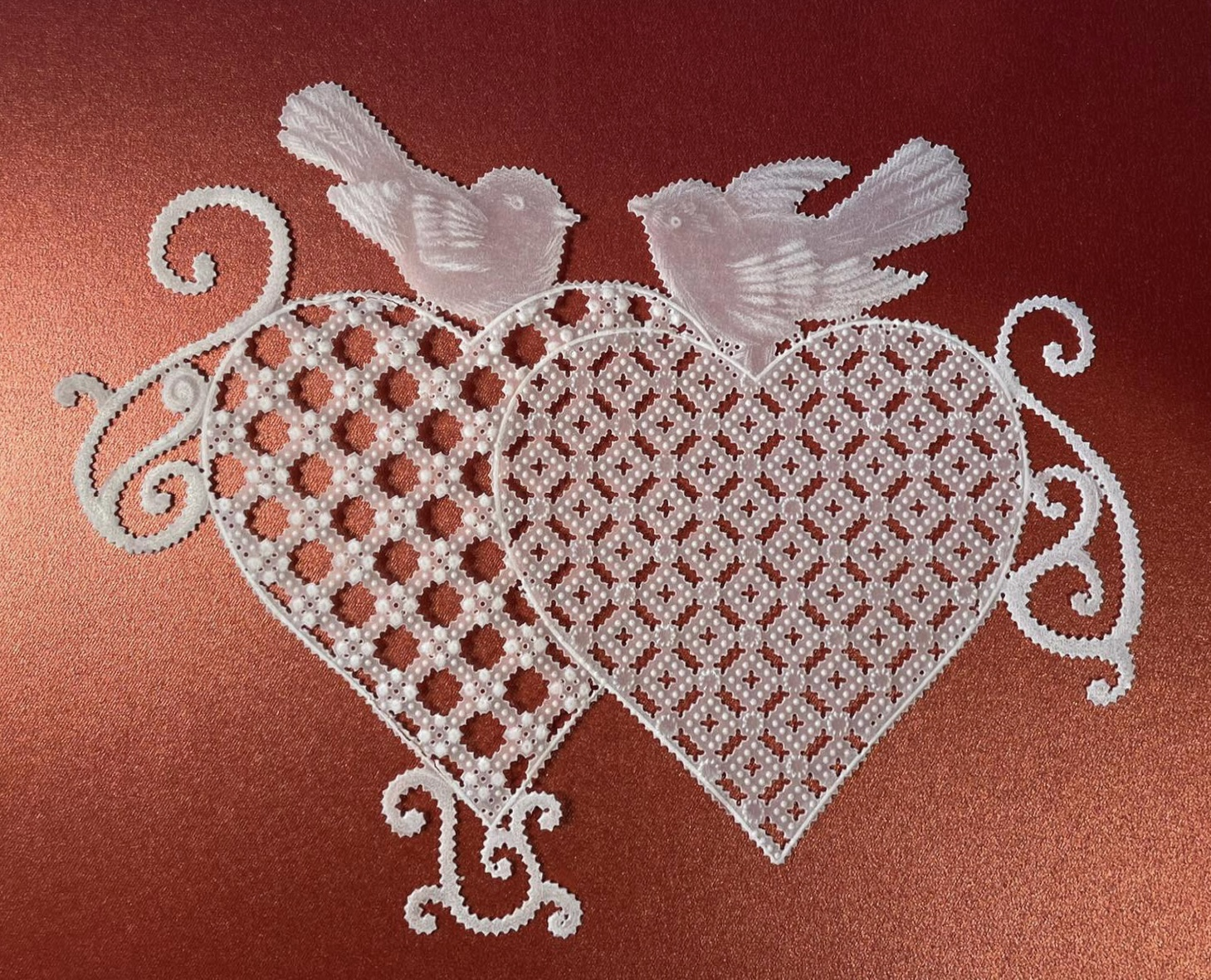
Srdce a ptáčci, vytvořeno technikou papírové krajky, aut. Ilona Kunstová na motivy Franlau
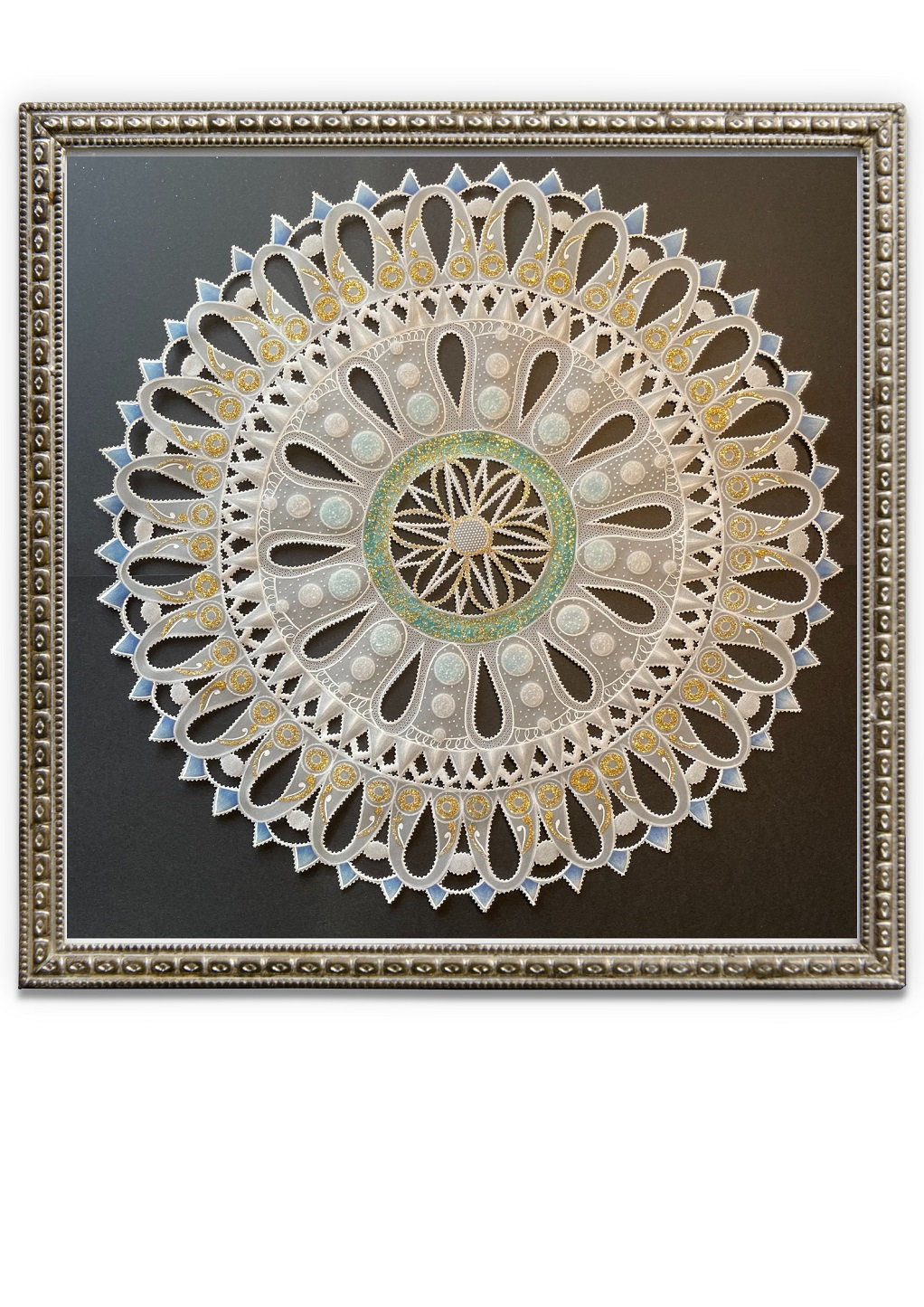
Mandala, vytvořeno technikou papírové krajky, aut. Ilona Kunstová
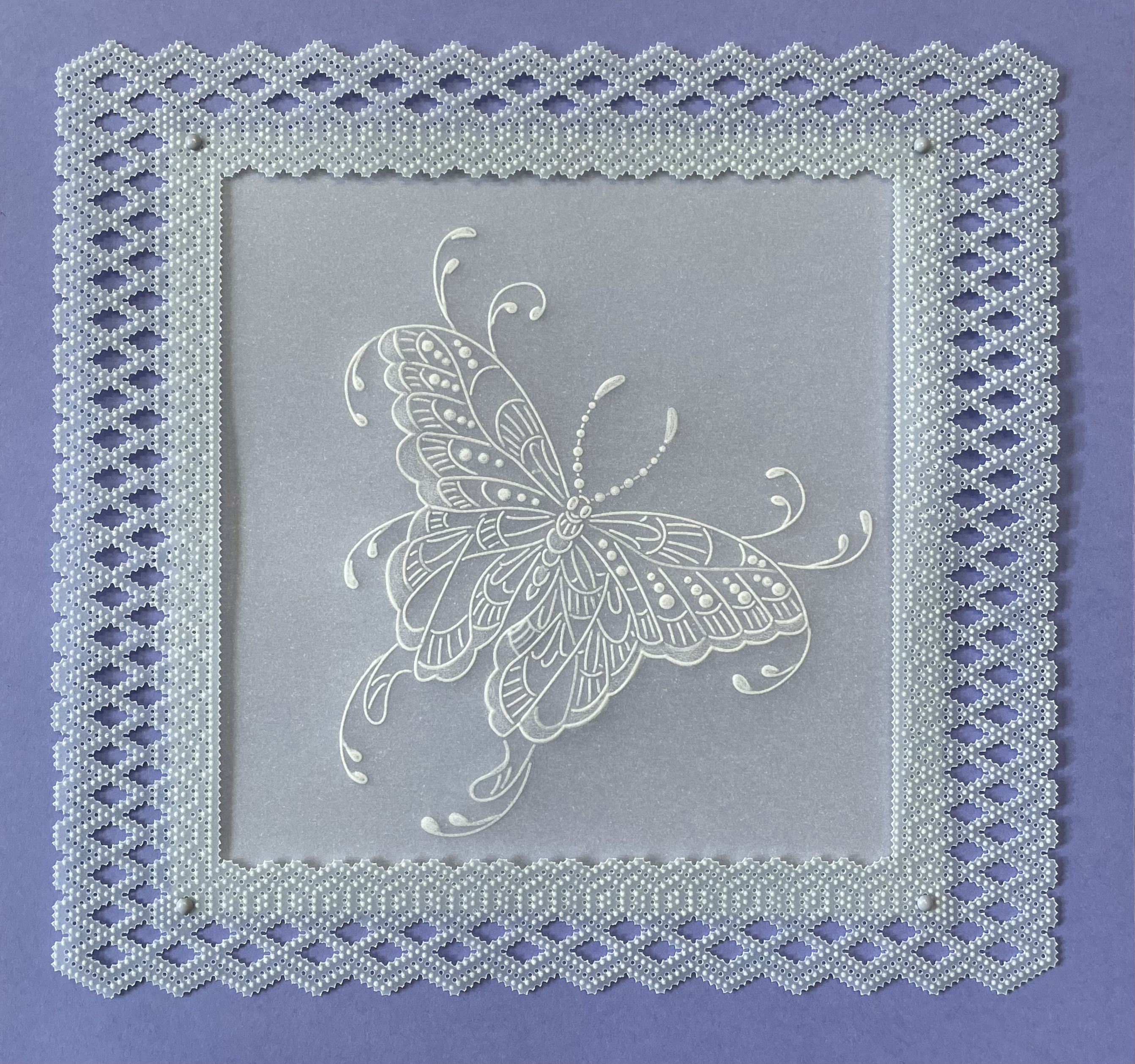
Motýl fialkový, vytvořeno technikou papírové krajky, aut. Ilona Kunstová
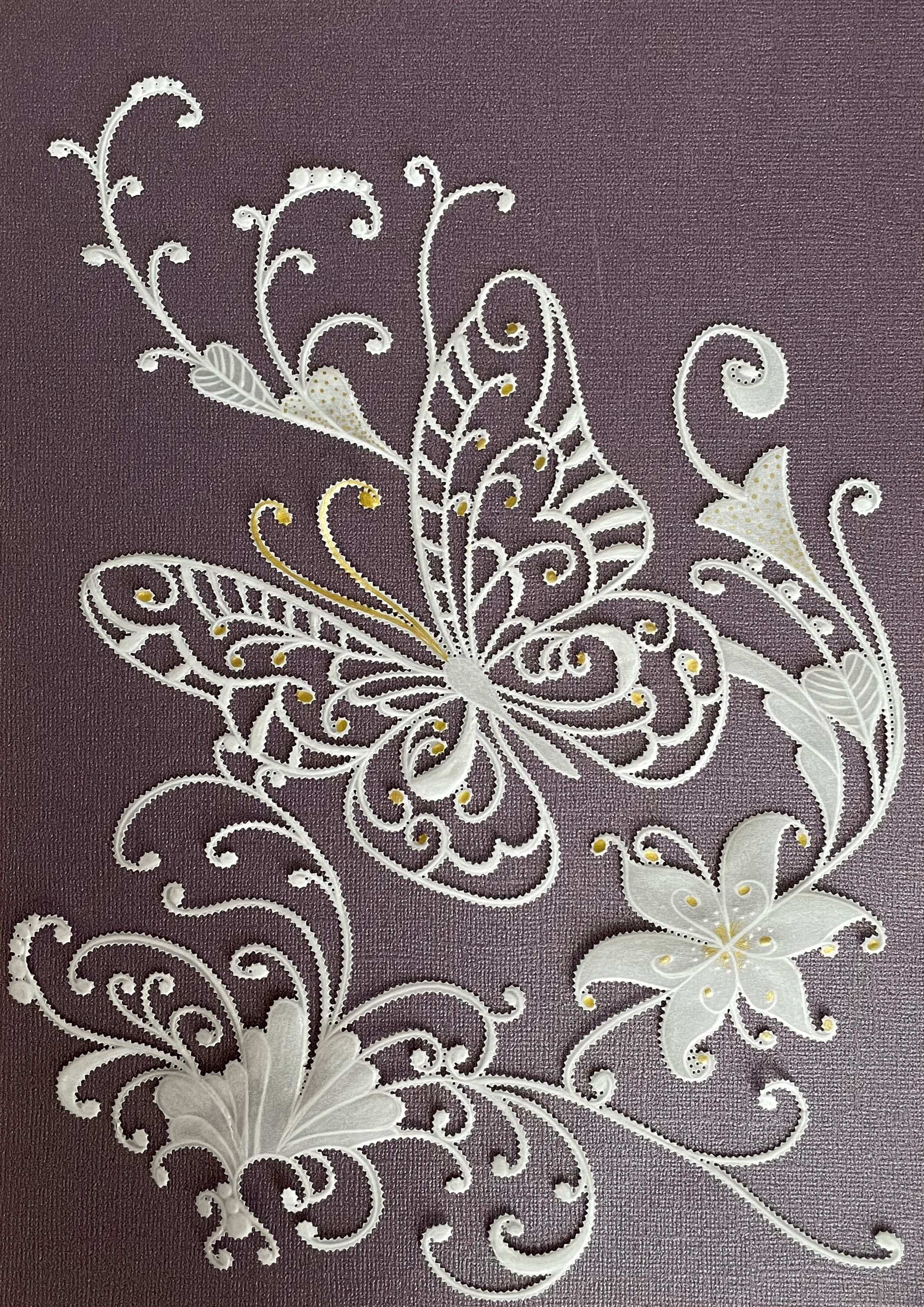
Motýl s květinou, vytvořeno technikou papírové krajky, aut. Ilona Kunstová
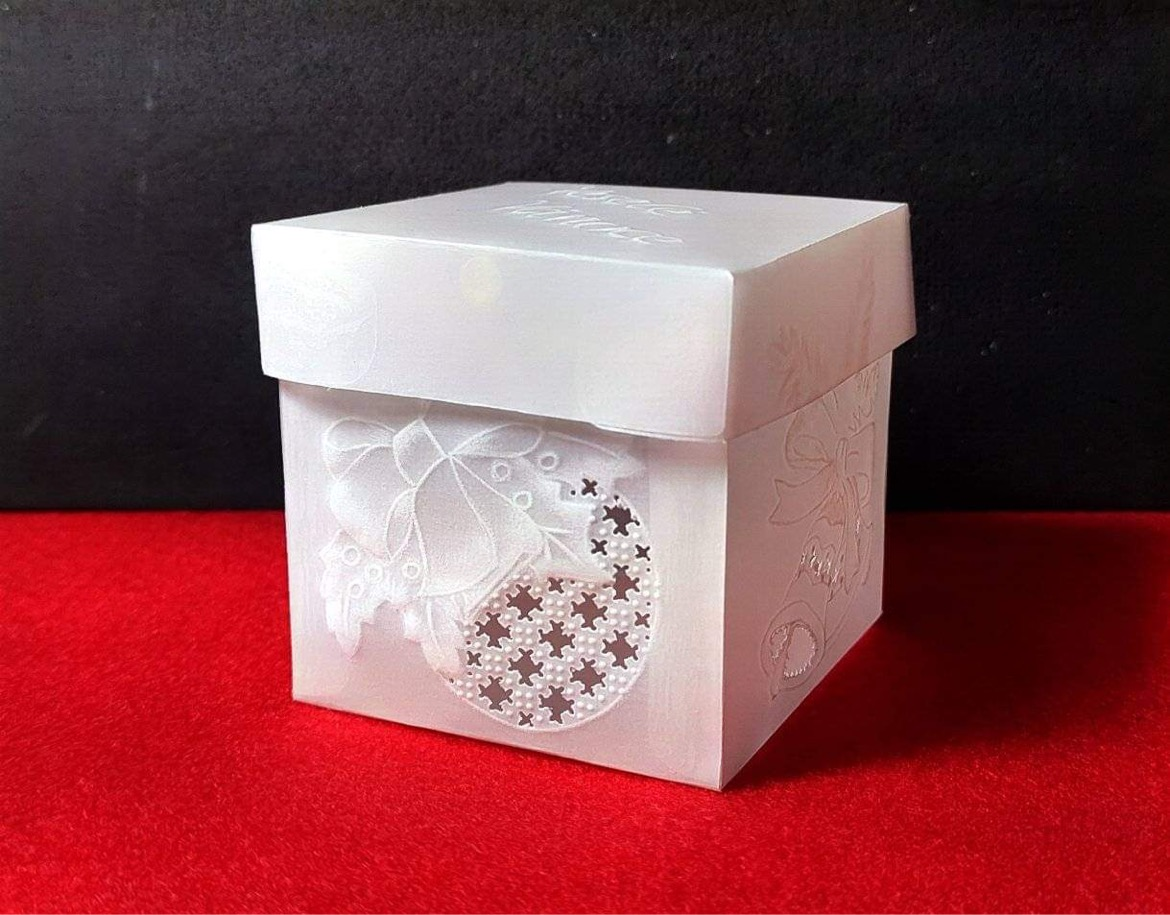
Dárková krabička, vytvořeno technikou papírové krajky, aut. Jana Šoóšová
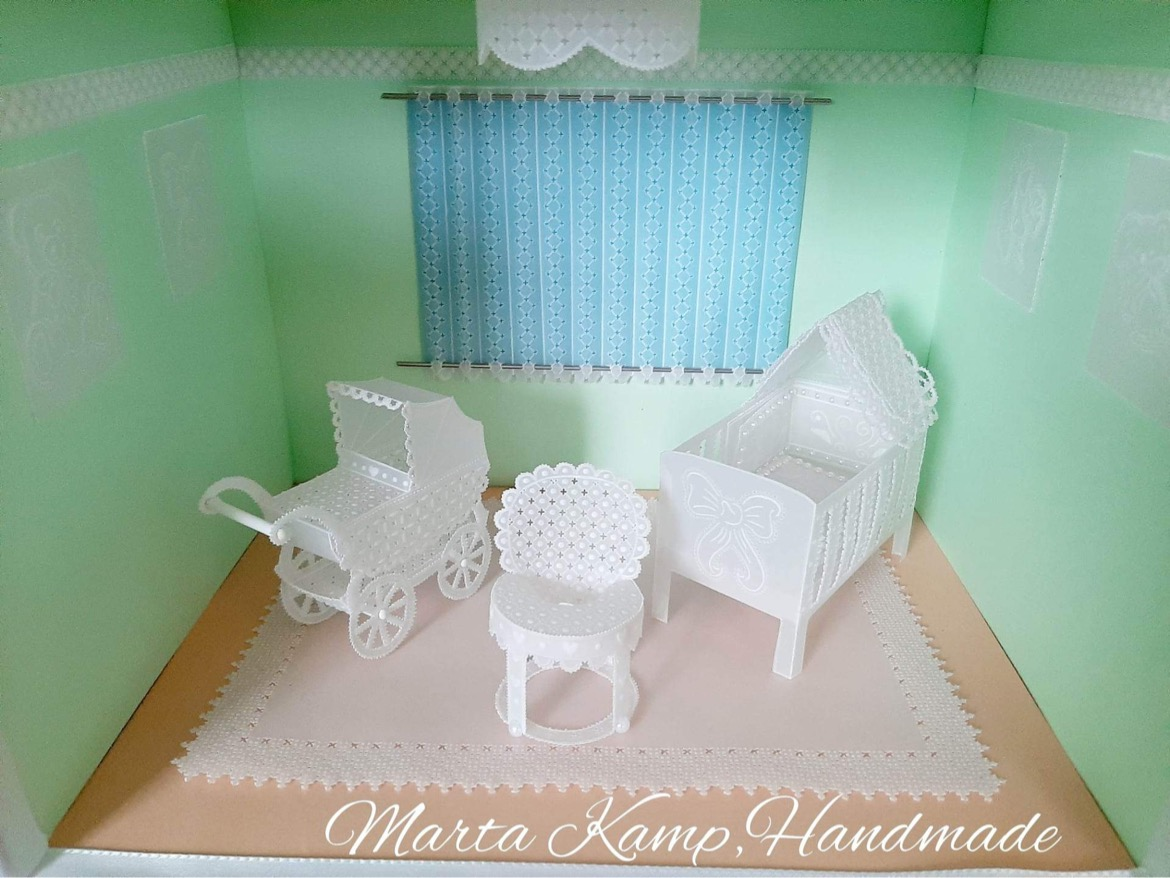
Dětský pokojíček, vytvořeno technikou papírové krajky, aut. Marta Kamp dle Julie Misters
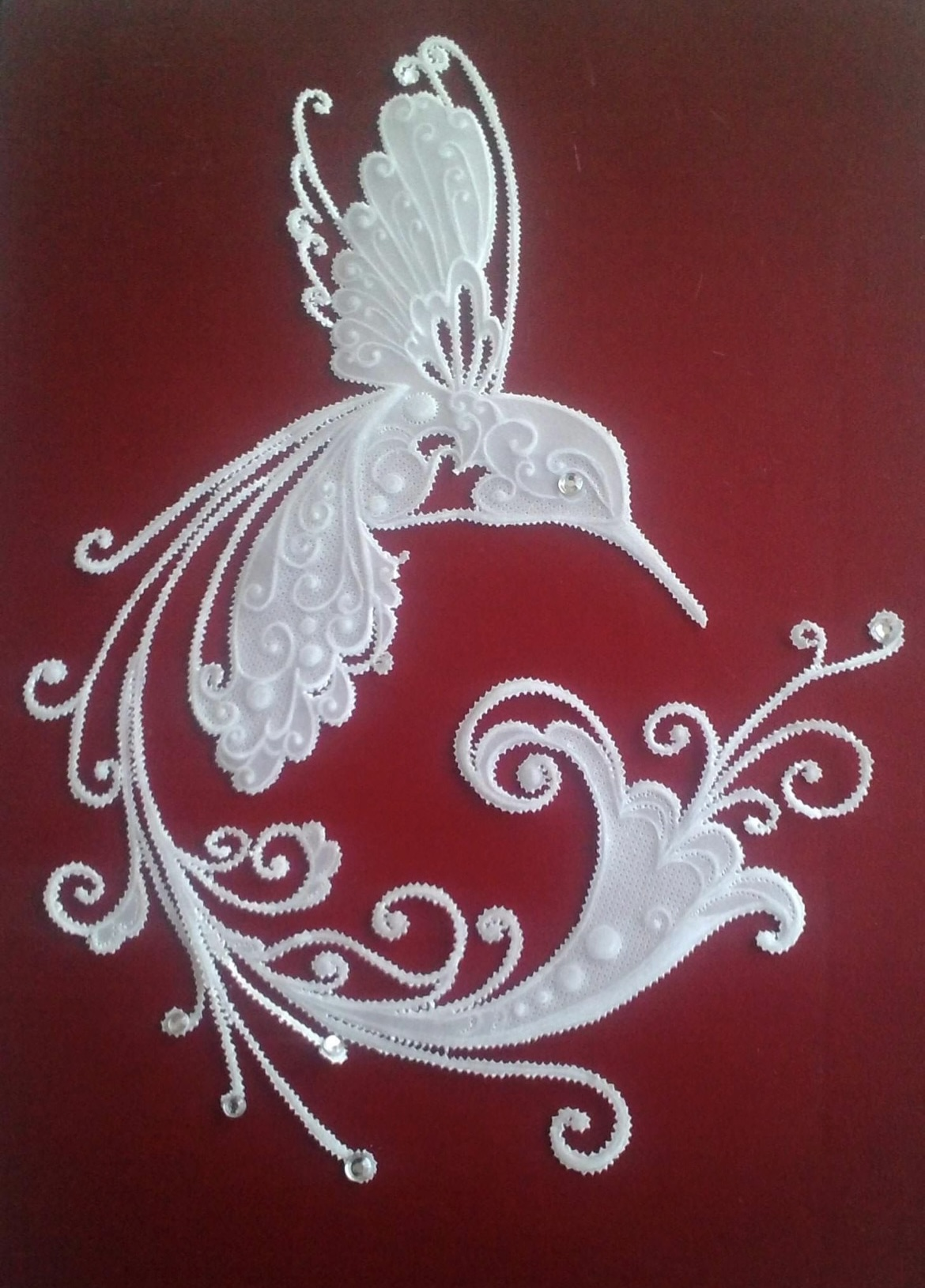
Kolibřík, vytvořeno technikou papírové krajky, aut. Marie Kubištová
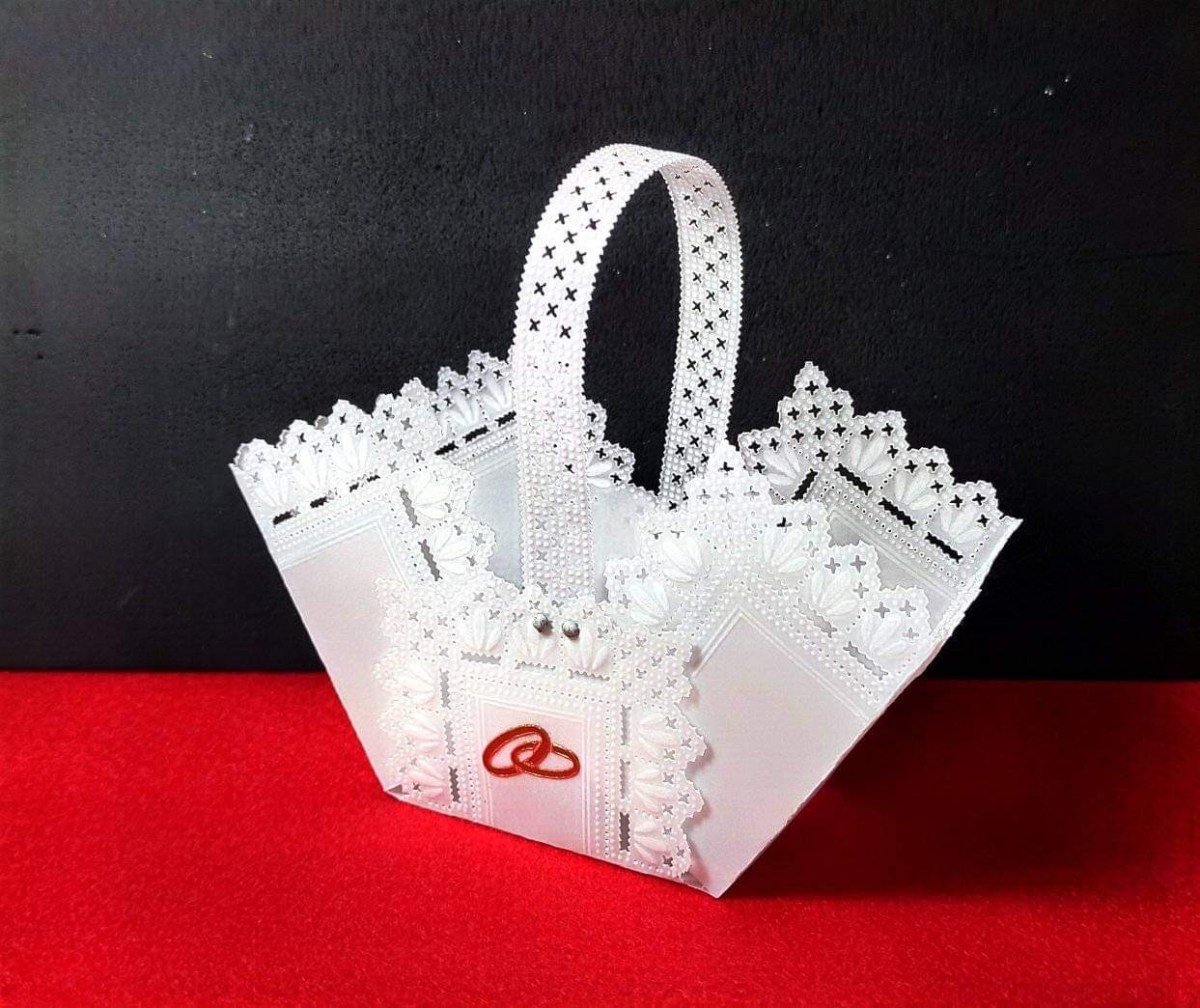
Košíček, vytvořeno technikou papírové krajky, aut. Jana Šoóšová
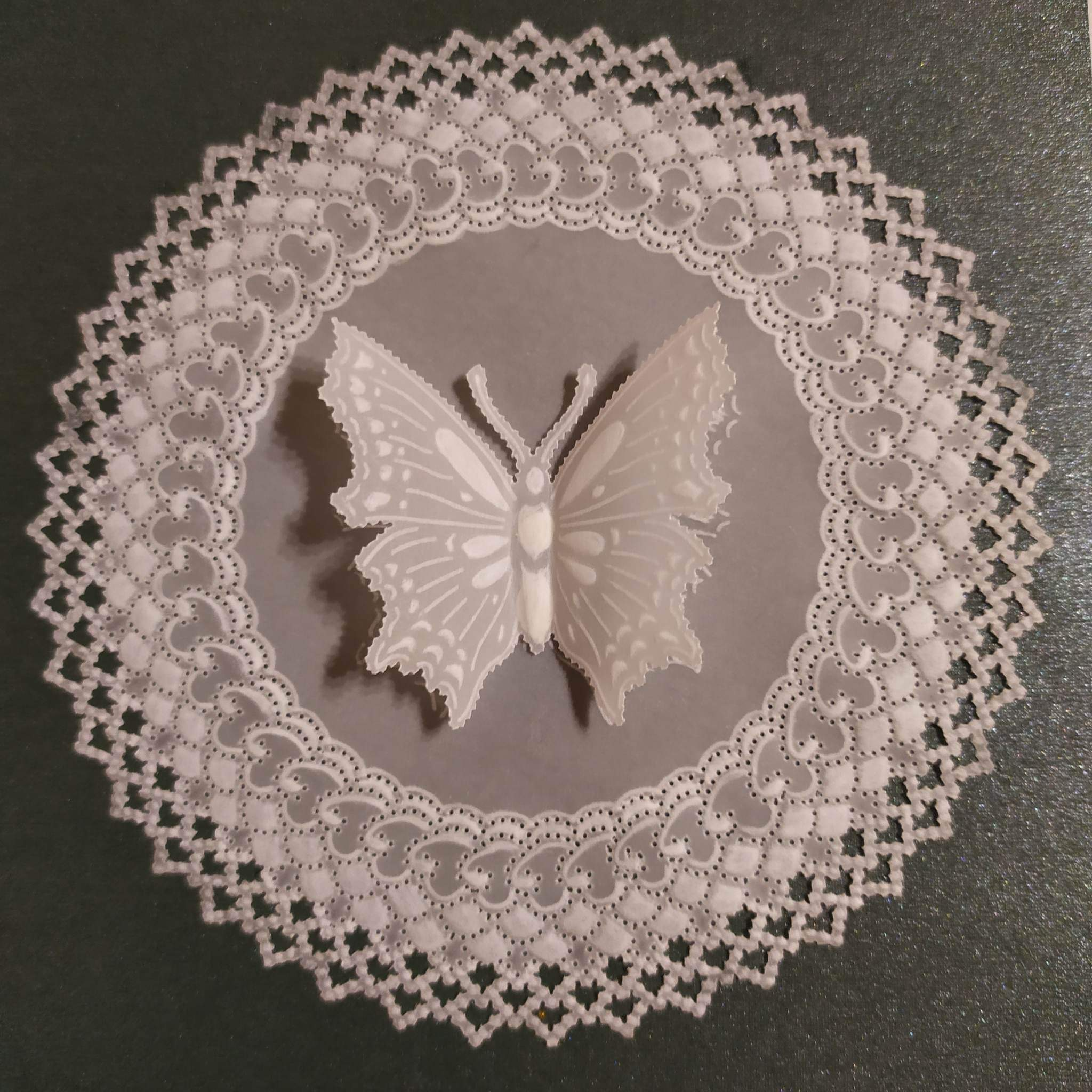
Motýl v rámečku, vytvořeno technikou papírové krajky, aut. Hedvika Úlehlová
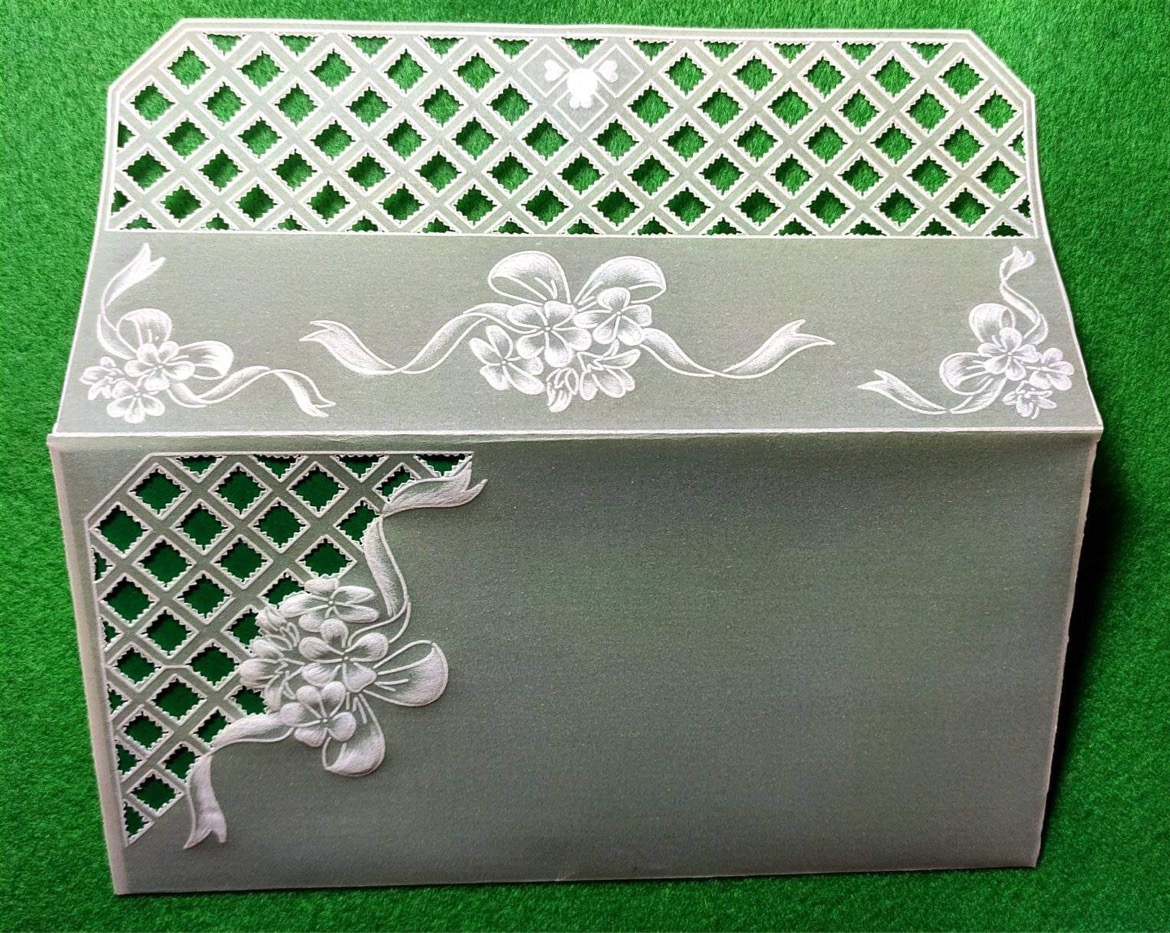
Obálka, vytvořeno technikou papírové krajky, aut. Jana Šoóšová
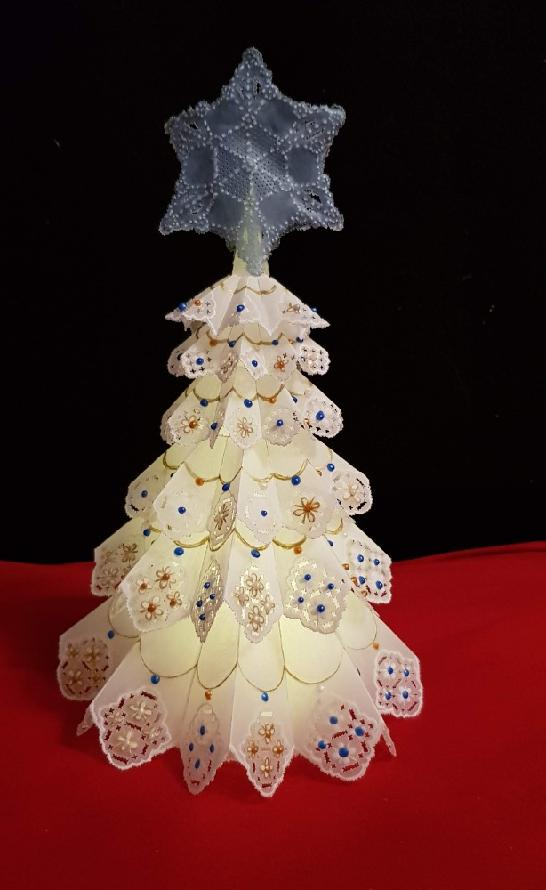
Vánoční stromeček, vytvořeno technikou papírové krajky, aut. Lenka Brošková
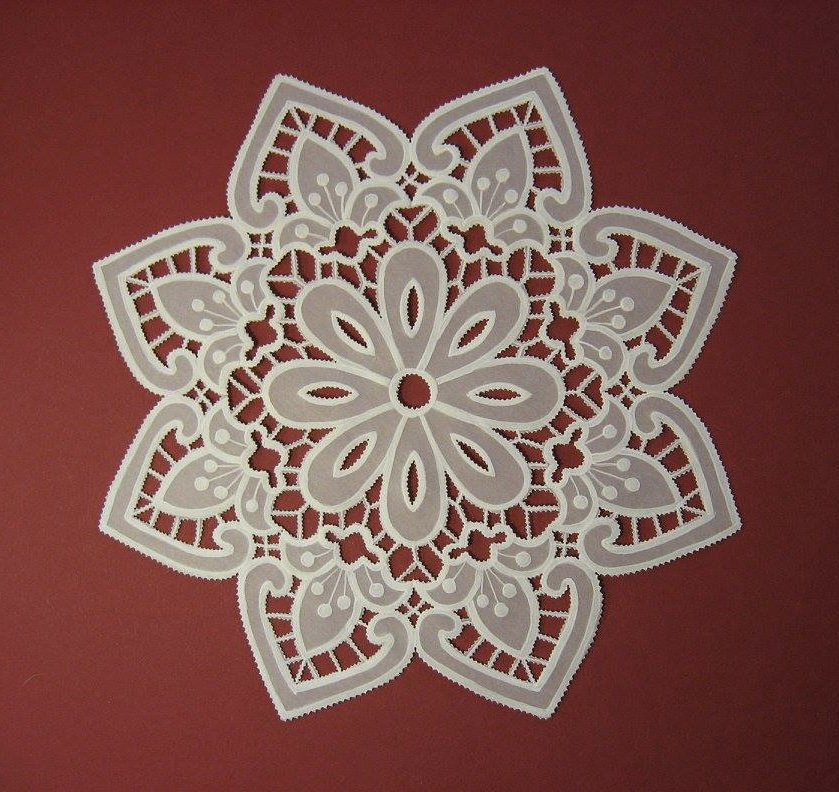
Květina, vytvořeno technikou papírové krajky, aut. Miloslava Jašková podle předlohy z internetu
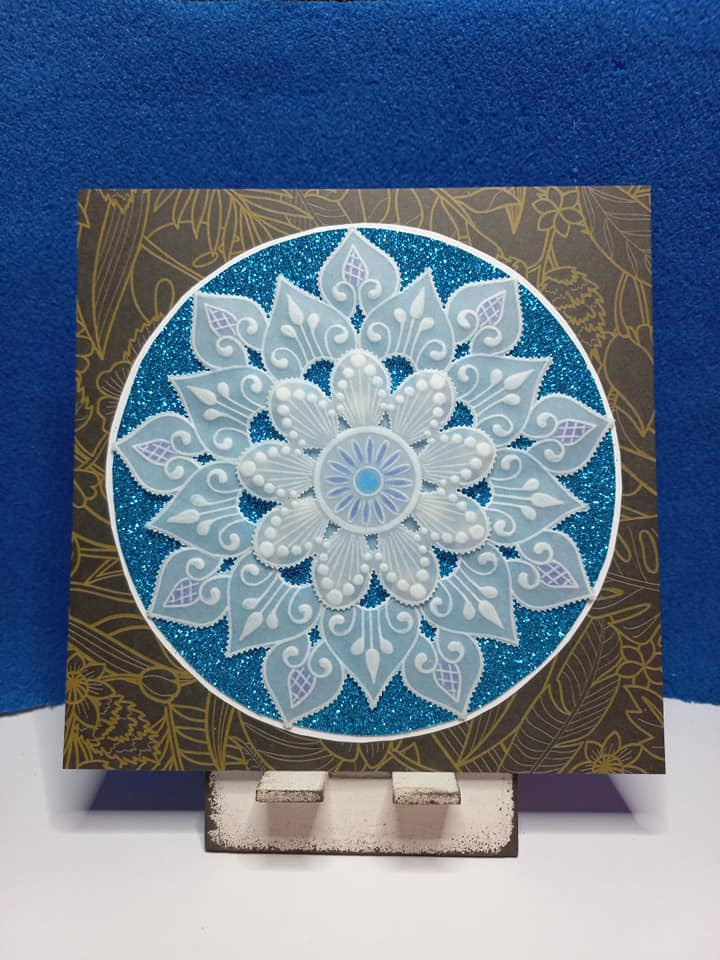
Mandala 2, vytvořeno technikou papírové krajky, aut. Miloslava Jašková
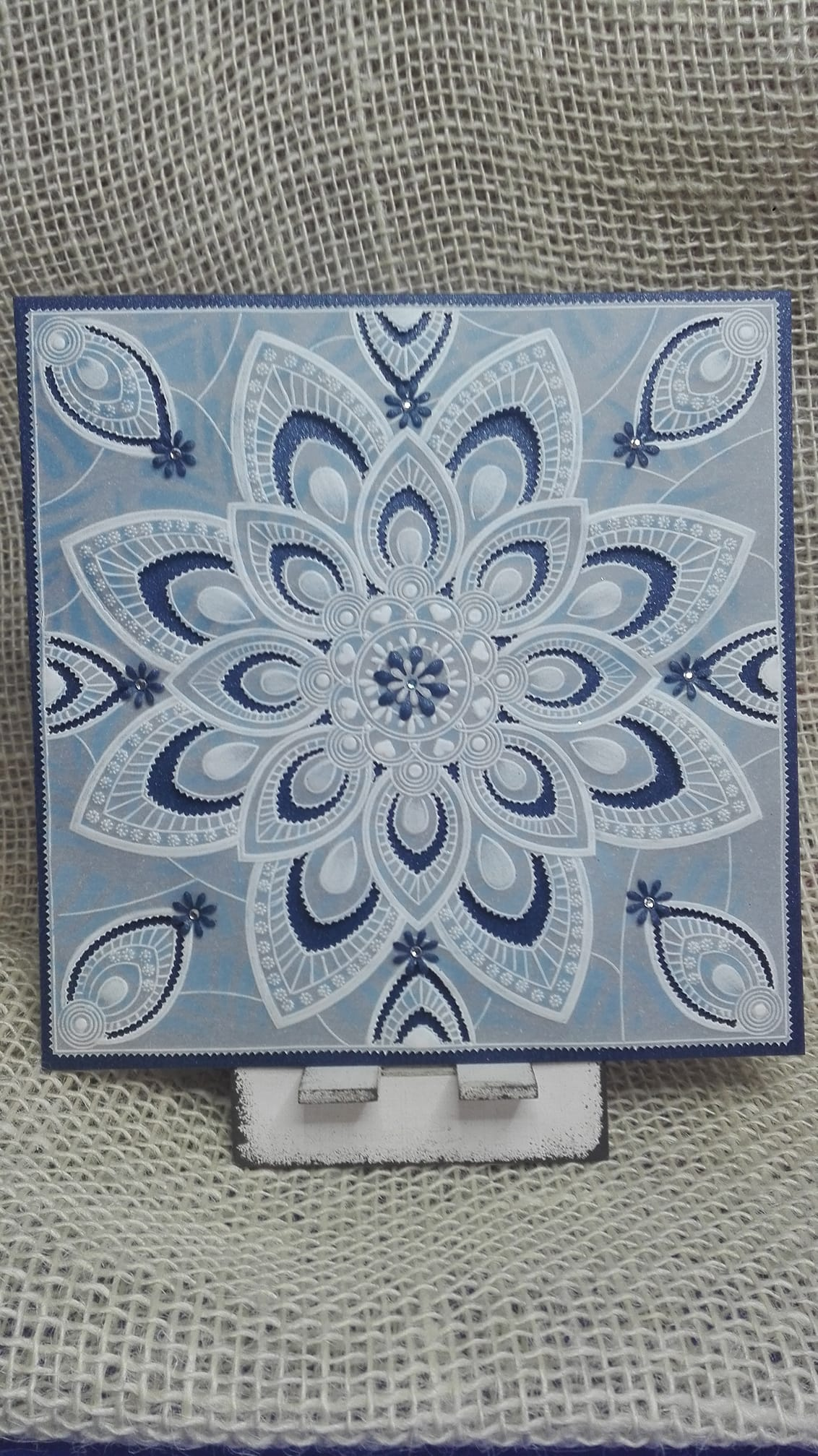
Mandala, vytvořeno technikou papírové krajky, aut. Miloslava Jašková
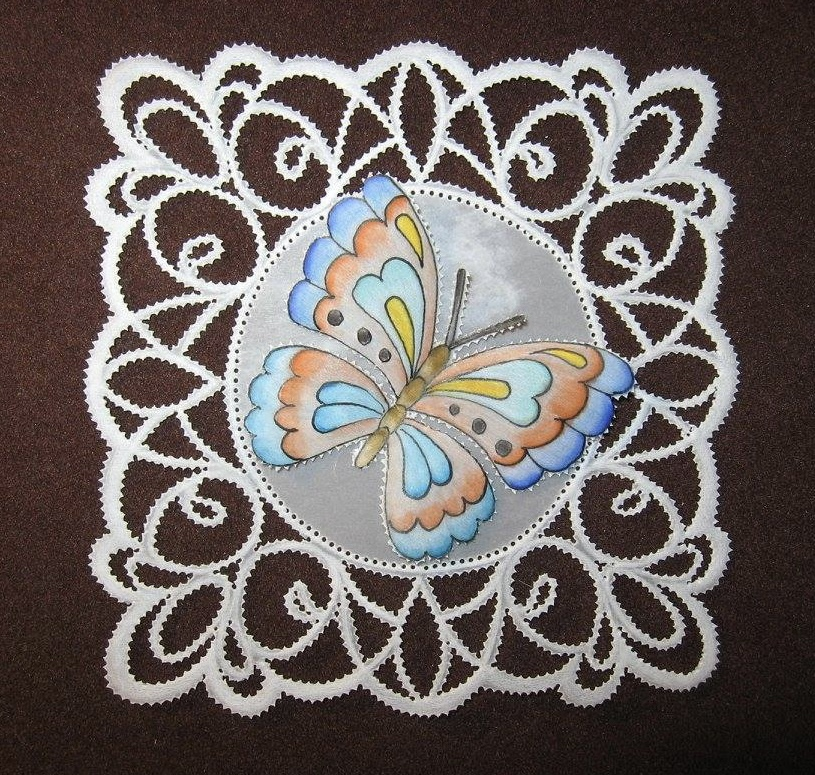
Motýl, vytvořeno technikou papírové krajky, aut. Miloslava Jašková podle předlohy z internetu
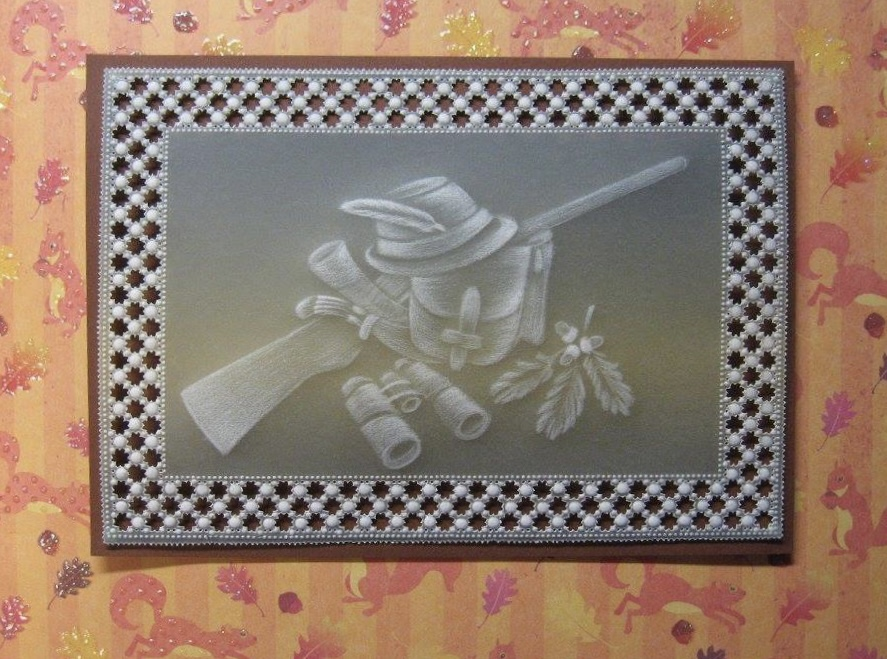
Pro myslivce, vytvořeno technikou papírové krajky, aut. Miloslava Jašková podle předlohy z internetu
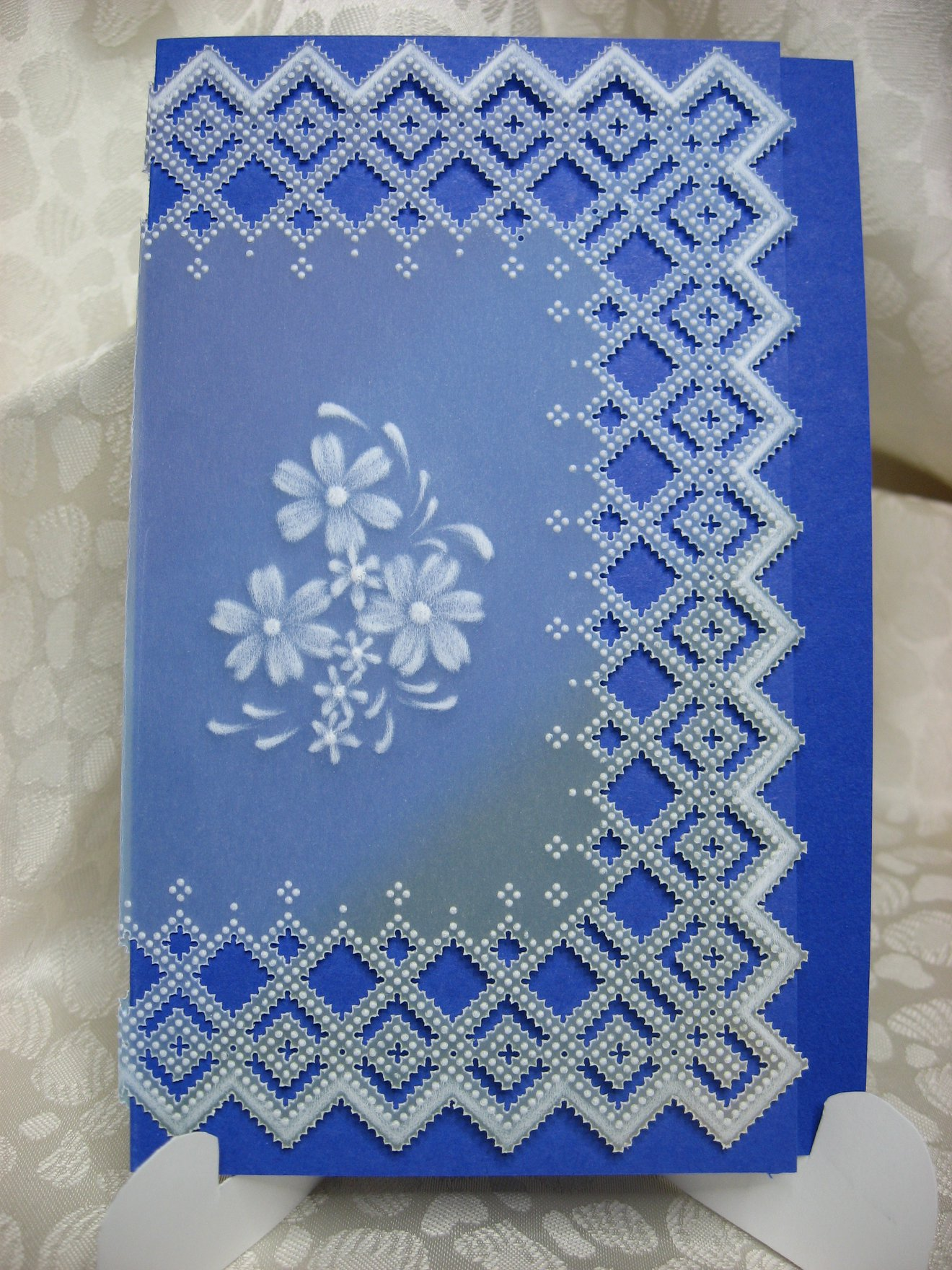
Přáníčko, vytvořeno technikou papírové krajky, aut. Miloslava Jašková podle předlohy z internetu
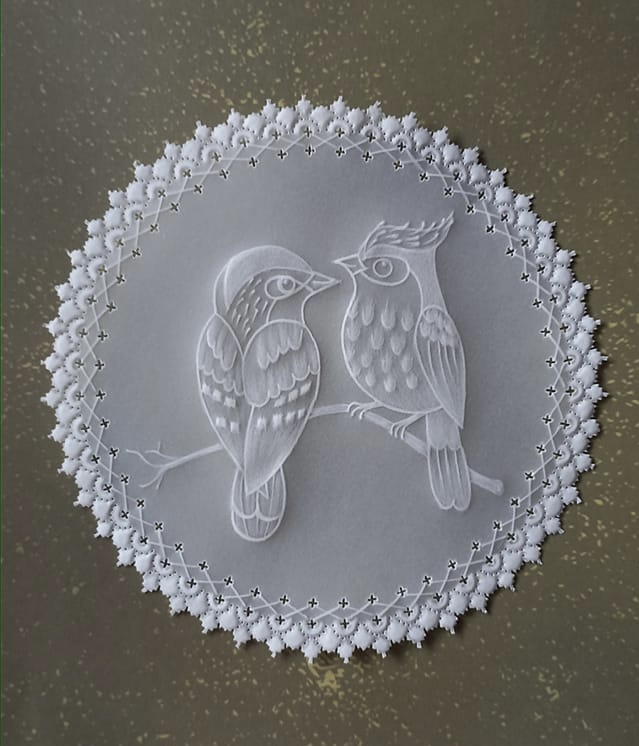
Ptáčci, vytvořeno technikou papírové krajky, aut. Miloslava Jašková podle předlohy z internetu
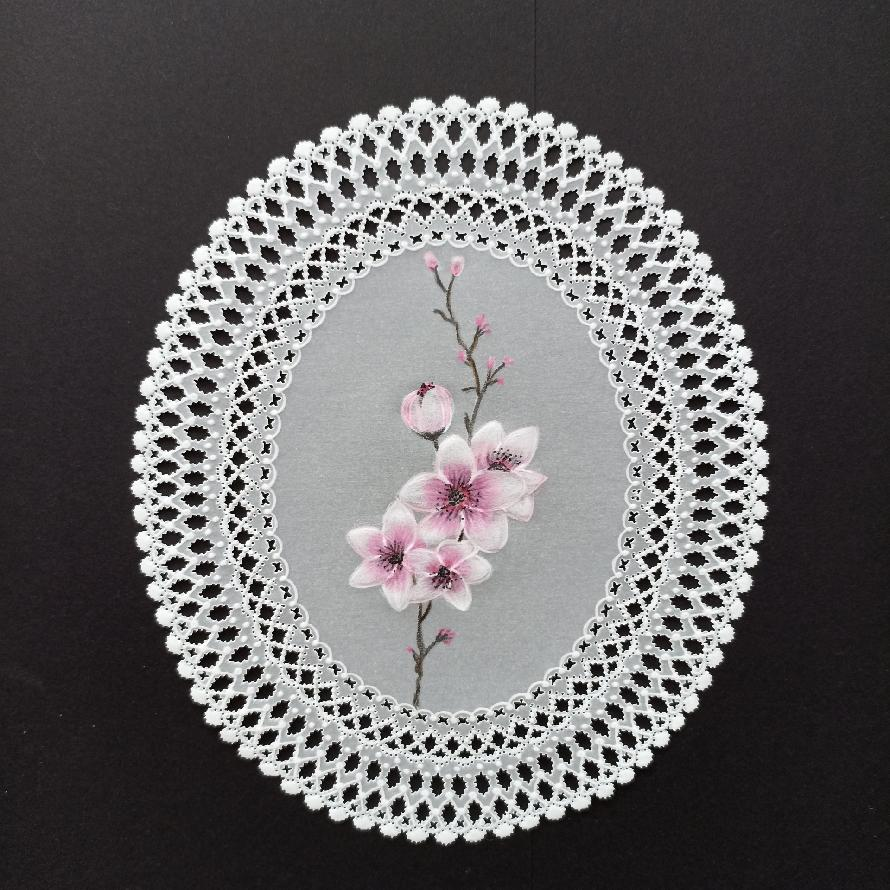
Sakura v rámečku, vytvořeno technikou papírové krajky, aut. Marie Sobotová
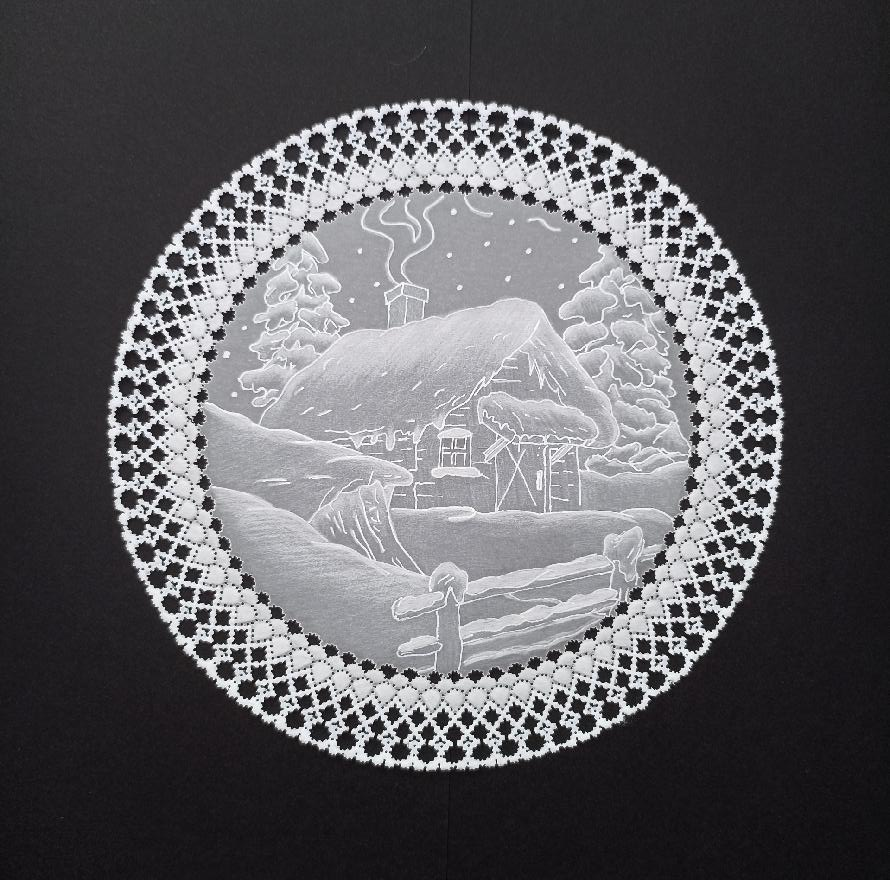
Vánoční krajina s rámečkem, vytvořeno technikou papírové krajky, aut. Marie Sobotová
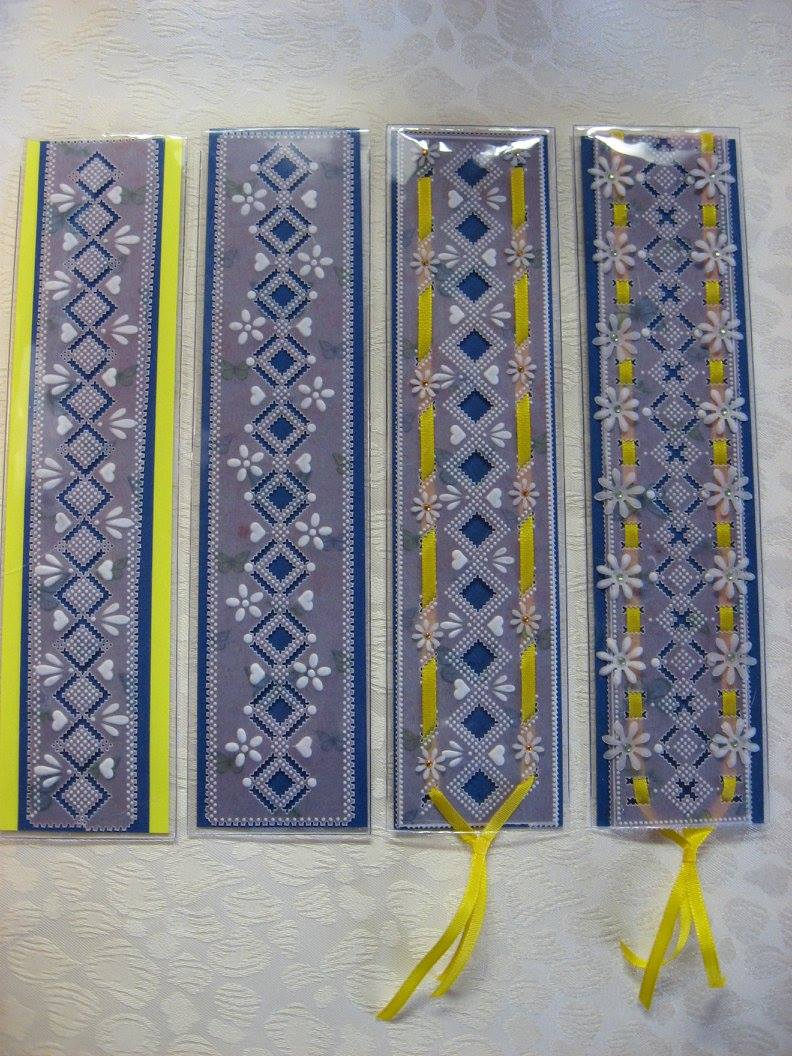
Záložky, vytvořeno technikou papírové krajky, aut. Miloslava Jašková
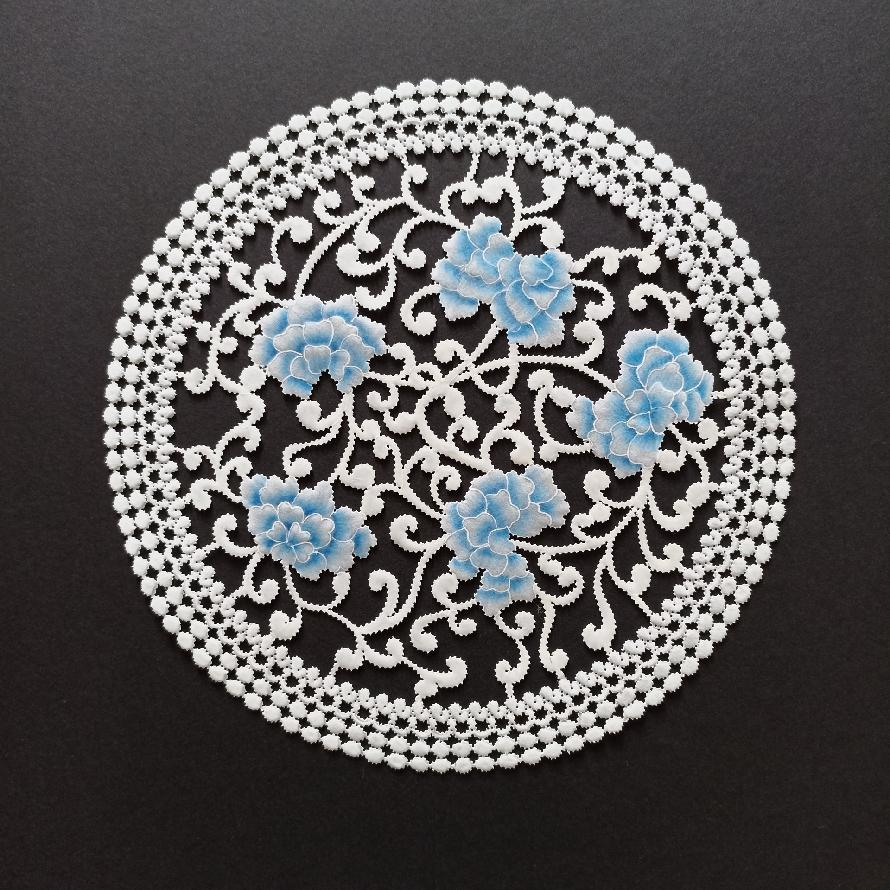
Květinový kruh, vytvořeno technikou papírové krajky, aut. Marie Sobotová dle návrhu Bruno Piechoty
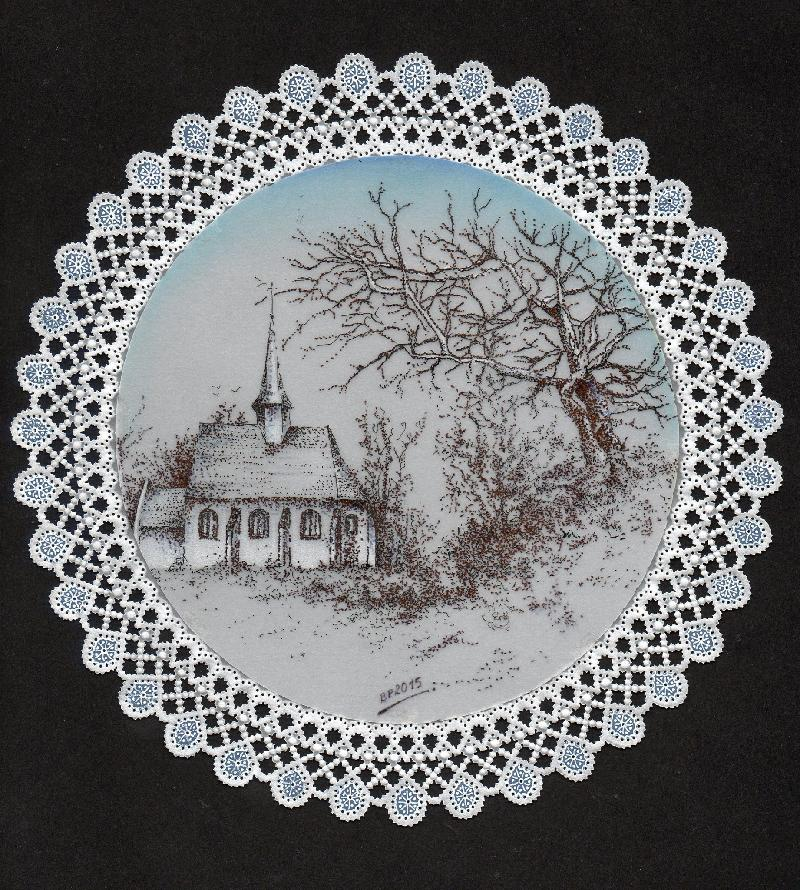
Kostelík, vytvořeno technikou papírové krajky a pointilismu, aut. Bruno Piechota
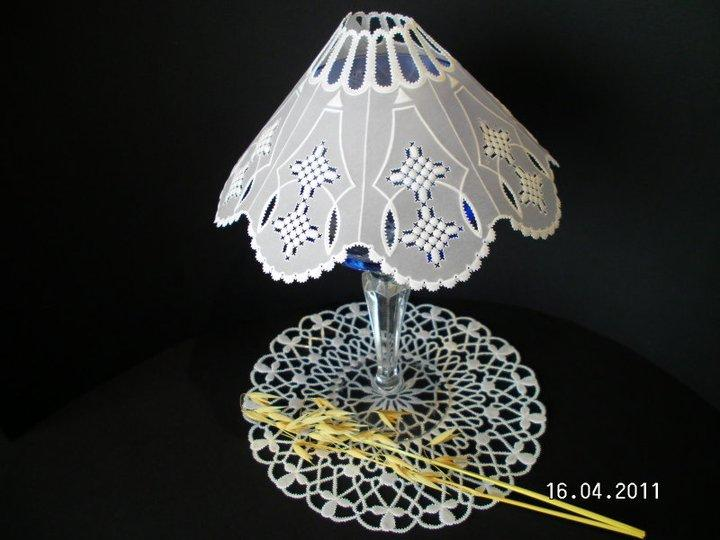
Lampa, vytvořeno technikou papírové krajky, aut. Bruno Piechota
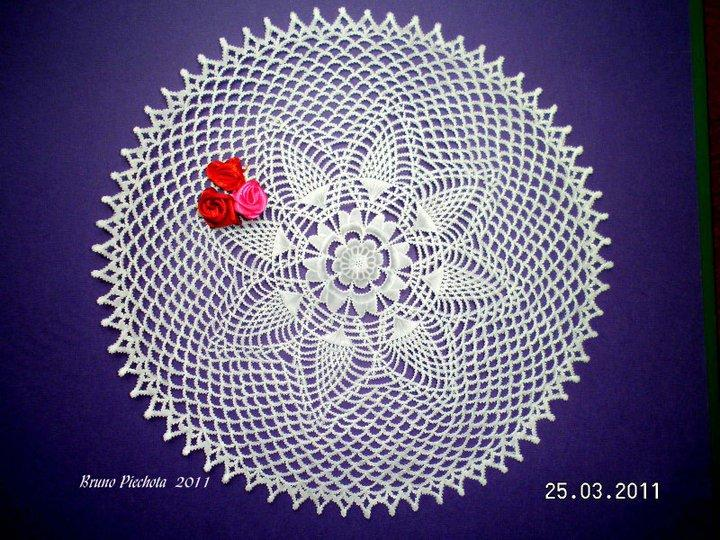
Dečka z papírové krajky, aut. Bruno Piechota
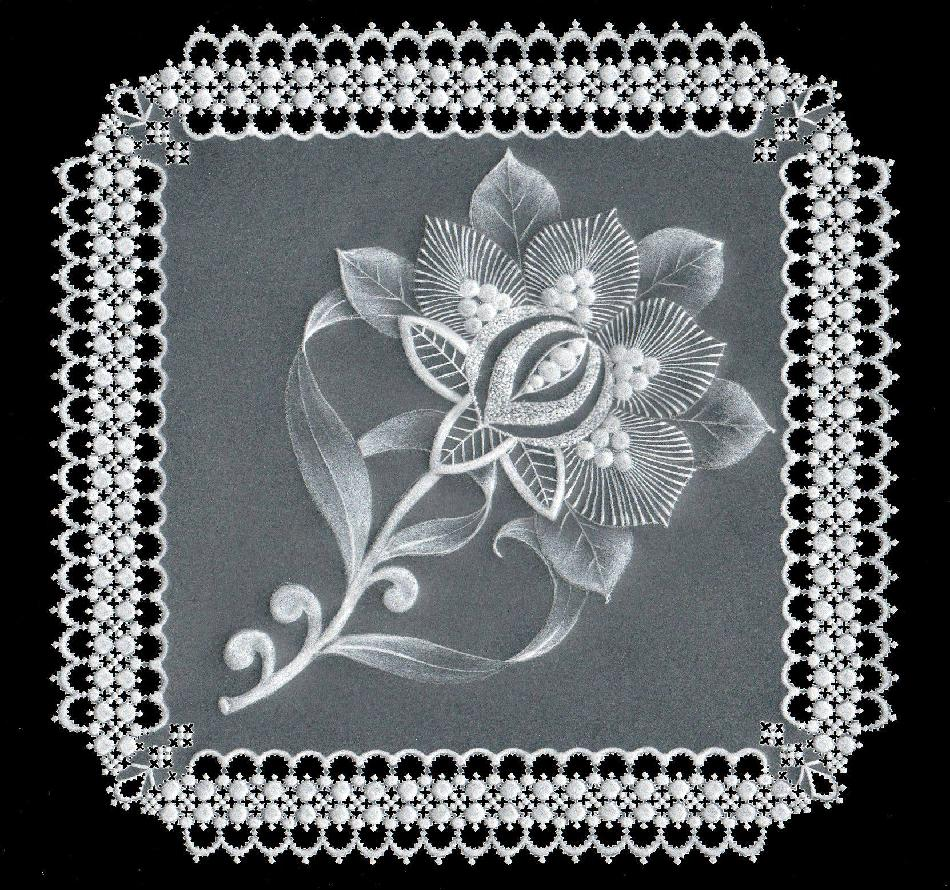
Květina v rámečku, vytvořeno technikou papírové krajky, aut. Bruno Piechota